# DevIL
Developer's Image Library o DevIL (originalmente llamado OpenIL hasta que el nombre fue cambiado por pedido de la empresa Silicon Graphics), es una biblioteca de programación multiplataforma para trabajo de imágenes, creada por Denton Woods, la cual tiene como objetivo brindar una API común para los diferentes formatos de imagen en los desarrollos de aplicaciones. La biblioteca está compuesta de tres partes: la biblioteca principal (IL), la biblioteca de utilidades (ILU) y el kit de herramientas (ILUT), en correspondencia a las partes que componen OpenGL (aunque GLUT no forma parte de la especificación de OpenGL realmente).
DevIL actualmente admite 43 formatos de imágenes para lectura y 17 para escritura; entre los cuales algunos de ellos con soporte de lectura-escritura son BMP, DDS, JPEG, PCX, PNG, RAW, TGA, y TIFF. Los formatos soportados actualmente dependen de características de compilación, particularmente de bibliotecas externas como libjpeg y libpng.
En junio de 2010, Woods anunció que él había aceptado la sugerencia de cambiar los términos de licencia LGPL a BSD. Sin embargo de acuerdo al sitio web oficial del proyecto y sus repositorios, DevIL aún está licenciado bajo los términos de la licencia LGPL.
Actualmente DevIl está listado en el directorio de la Free Software Foundation como software libre.